# Mouvement de l'entente nationale
Le Mouvement de l'entente nationale est un parti politique algérien.

## Historique
Lors des élections de 2002, il a obtenu 0,2 % des voix, et ne compte qu'un parlementaire. En 2007, il a obtenu 2,14 % des voix et compte quatre députés (dont une femme) à l'Assemblée nationale algérienne.